# Yoo Ho-jeong
Yoo Ho-jeong (sinh ngày 24 tháng 1 năm 1969) là một nữ diễn viên người Hàn Quốc.

## Danh sách phim

### Phim điện ảnh
- Sunny (2011) - Im Na-mi
- I'm a Cyborg, But That's OK (2006) - Il-soon's mother
- Chihwaseon (2002) - Mae-hyang
- Promenade (2000) - Yeong-hun's first love
- Nụ hôn đầu tiên (1998) - Jjajangmyeon actress (cameo)

### Phim truyền hình
- Give Love Away (MBC / 2013-2014) - Jung Yoo-jin
- The Garden of Heaven (Channel A / 2011-2012) - Jung Jae-in[3]
- Definitely Neighbors (SBS / 2010) - Yoon Ji-young
- Can Anyone Love (SBS / 2009) - Oh Seol-ran
- Kimcheed Radish Cubes (MBC / 2007) - Yoo Eun-ho
- Outrageous Women (MBC / 2006) - Song Mi-joo
- Thank You, My Life (KBS2 / 2006) - Han Young-kyung
- Rosemary (KBS2 / 2003) - Lee Jung-yeon
- Lady Next Door (MBC / 2003) - Mi-yeon
- Man of the Sun, Lee Je-ma (KBS2 / 2002) - Woon-young
- Rising Sun, Rising Moon (KBS1 / 1999) - Park Young-joo
- Trap of Youth (SBS / 1999) - Noh Young-joo
- Lie (KBS2 / 1998) - Jung Eun-soo
- Nụ hôn của thiên thần (KBS2 / 1998) - Hwang Seol-hwa
- Into the Storm (KBS2 / 1997)
- The Woman Next Door (SBS / 1997)
- TV Novel "Splendor in the Grass" (KBS1 / 1997)
- The Scent of Apple Blossoms (MBC / 1996) - Seo Young-ae
- TV Novel "Milky Way" (KBS1 / 1996)
- Blowing of the Wind (KBS2 / 1995)
- Farewell (SBS / 1994) - Kang Yoo-rim
- Đám cưới (SBS / 1993) - Na Chae-young
- Living (SBS / 1993) - Eun-pyo
- Morning Thaw (SBS / 1992)
- Keep Your Voice Down (SBS / 1991)
- Yesterday's Green Grass (KBS2 / 1991)
- Humble Men (MBC / 1991)
- Our Paradise (MBC / 1990) - Jae-eun

### Truyền hình thực tế
- Olive Show (O'live TV, 2013) - MC

### Ấn phẩm
- Chuyện hạnh phúc gia đình của Yoo Ho-jeong

## Giải thưởng
- 2010 SBS Drama Awards: Top Excellence Award, Actress in a Weekend/Daily Drama (Definitely Neighbors)[4]
- 2003 KBS Drama Awards: Top Excellence Award, Actress (Rosemary)
- 2003 KBS Drama Awards: Best Couple Award with Kim Seung-woo (Rosemary)
- 2002 Grimae Awards: Best Actress (Man of the Sun, Lee Je-ma)
- 1993 Baeksang Arts Awards: Best New Actress in TV (Yesterday's Green Grass)